# Tewai-Siassi
Tewai-Siassi ist ein Distrikt der Morobe-Provinz von Papua-Neuguinea.

## Geographie und Wirtschaft
Der Distrikt umfasst sowohl die Nordküste der Huon-Halbinsel, als auch die Inseln Umboi, Tolokiwa, Sakar, Malai und Tuam. Die mit Abstand größte Insel ist Umboi mit 777 km². Hauptort der Insel ist Siassi. Auf dem 34 km² großen Sakar und auf Tolokiwa befinden sich aktive Vulkane. Sie gehören zum Gürtel der aktiven Vulkane, der sich von Neubritannien entlang der Nordküste von Neuguinea erstreckt.
Hauptorte von Tewai-Siassi sind Sialum und Wasu. Sialum ist mit Finschhafen durch eine bei Trockenheit befahrbare Straße verbunden. Der Distrikt ist ansonsten kaum durch Verkehrswege erschlossen. Es existieren einige kleine Landepisten und die Küstengebiete können durch private Außenbordmotorboote erreicht werden. Mit der Ausnahme einiger Küstenstreifen von Umboi ist das landwirtschaftliche Potenzial des Distriktes gering.

## Bevölkerung
Gesprochen werden die austronesische Sprachen Lukep und Arop-Lokep (auch Siassi, Tolokiwa, Moromiranga) auf Tolokiwa und Umboi, Mbula auf Sakar und Umboi und Tuam-Mutu auf Mandok, Malai, Aronai, Tuam, Mutu Malau, Aramot und Umboi, und die trans-neuguinea-Sprache Kovai auf Umboi. Unter den Kovai hat die traditionelle Religion noch einen festen Platz.
Bei der Volkszählung 2011 war die Bevölkerungsanzahl 54.340. Die Bevölkerungsdichte auf Malai und Tuam gehört mit über 400 Personen pro Quadratkilometer zu den höchsten in Papua-Neuguinea, was zu erheblichem Bevölkerungsdruck führt. Das durchschnittliche Pro-Kopf-Einkommen lag im Jahr 2000 bei etwa 20 Kina (5 Euro).